# Colombia Reports
Colombia Reports es un sitio de noticias colombiano en idioma inglés, fundado en 2008 por el periodista holandesa Adriaan Alsema y con sede en Medellín. Afirma ser «independiente» y «no afiliado a ninguna organización político social».
El sitio comenzó «como una bitácora web solo para informar sobre noticias colombianas». Alsema afirmó en una entrevista en 2009 que «Colombia es uno de los países más importantes en la política exterior de los Estados Unidos. En América Latina, la información disponible para quienes no hablan español fue muy limitada».
El 26 de febrero de 2014, Colombia Reports recibió fondos de GITP Ventures con el fin de expandir las ofertas de la compañía en el mercado. GITP Ventures y Colombia Reports se separaron el 9 de febrero de 2016; Alsema, declaró en un editorial «que informar noticias casi automáticamente crea conflictos con los intereses económicos de los inversores».